# İnanç Koç
İnanç Koç (Diyarbakır, 9 febbraio 1979) è un ex cestista e allenatore di pallacanestro turco.

## Palmarès
- Campionato turco: 1

Pınar Karşıyaka: 2014-15
- Coppa di Turchia: 1

Pınar Karşıyaka: 2013-14
- Coppa del Presidente: 1

Pınar Karşıyaka: 2014